# Haiderabad (zamindari)
Haidarabad fou una pargana administrada en part com a zamindari al districte de Kheri, tehsil de Muhamdi tahsil, a l'Oudh. La superfície era de 253 km² la meitat cultivada. La població el 1881 era de 40.761 habitants (35.000 hindús) en 108 pobles. Al sud de la pargana hi ha el fort de Mahmudabad, prop del riu Khatna (que forma el límit occidental) i a Ahmadnagar un altre fort, ambdós construïts pels sayyids de Pihani.
Una part, la comarca de Bhurwara, pertanyia antigament als ahbans i pasis i fou ocupada pels sayyids i més tard pels gaurs els quals la van administrar com a zamindari a partir del 1792. Poc després diverses branques de l'antiga família dels Ahban van recuperar la possessió i van governar les principals hisendes, però algunes terres en zamindari foren conservades pels sayyids i pels chakladars. La part occidental a la zona del riu Kathna, les terres eren baixes i cobertes de jungla; cap al centre de la pargana algunes hisendes eren propietat del govern britànic i produïen sucre d'alta qualitat i puresa.
Vegeu: Haiderabad (Oudh)